# Stavenice
Stavenice (en allemand : Steinmetz) est une commune du district de Šumperk, dans la région d'Olomouc, en République tchèque. Sa population s'élevait à 133 habitants en 2023.

## Géographie
Stavenice se trouve à 5 km à l'est-nord-est du centre de Mohelnice, à 22 km au sud de Šumperk et à 181 km à l'est-sud-est de Prague.
La commune est limitée par Třeština au nord, par Úsov au nord-ouest, par Medlov à l'est, par Moravičany au sud et au sud-ouest, et par Mohelnice à l'ouest.

## Histoire
La première mention écrite de la localité date de 1273.

## Transports
Par la route, Stavenice se trouve à 6 km de Mohelnice, à 25 km de Šumperk, à 36 km d'Olomouc et à 228 km de Prague.